# Suhr
Suhr es una comuna suiza del cantón de Argovia, situada en el distrito de Aarau. Limita al norte con la comuna de Buchs, al noreste con Rupperswil, al este con Hunzenschwil, al sur con Gränichen, al suroeste con Oberentfelden, al oeste con Unterentfelden, y al noroeste con Aarau.

## Transporte
Ferrocarril
Cuenta con una estación ferroviaria situada en el centro del núcleo urbano, que dispone principalmente de los servicios de la red de trenes de cercanías S-Bahn Argovia.